# John Carter (pel·lícula)
John Carter és una pel·lícula del 2012 basada en el llibre A Princess of Mars ("Una princesa de Mart") de la col·lecció d'aventures del personatge fictici John Carter, personatge principal de la sèrie literària d'Edgar Rice Burroughs. La pel·lícula és dirigida per Andrew Stanton, escrita per ell, Mark Andrews i Michael Chabon.
Va començar a filmar-se el novembre de 2009 i va acabar el juliol del 2010, finalment va ser estrenada el 9 de març de 2012. La pel·lícula també marca la primera vegada que Andrew Staton treballa en una pel·lícula d'imatge real, arran del seu treball a les pel·lícules d'animació de Pixar com Buscant en Nemo i WALL-E. Aquesta és la segona vegada que Taylor Kitsch i Lynn Collins treballen junts, la primera fou a X-Men Orígens: Wolverine.
La pel·lícula va ser un fracàs econòmic, els costos de producció van ser força elevats i els ingressos a nivell nacional i internacional no van ser els previstos.

## Argument
En John Carter és un veterà de la Guerra de Secessió que inexplicablement es veu teletransportat a Mart (o Barsoom en el nom original fictici). El planeta està sotmès en una cruel guerra entre dos bàndols: Hèlium i Zodanga. De seguida coneix en Tars Tarkas, rei (Jeddak) dels tharks, i la Dejah Thoris, la princesa d'Hèlium. Ella intentarà convèncer-lo de la importància de salvar el seu poble, massacrat per en Sab Than, rei de Zodanga, qui té una arma terriblement destructiva. En aquesta guerra també prenen part els therns, uns éssers misteriosos que semblen tenir llurs propis plans. Sene voler, en John Carter redescobreix el seu costat humà quan s'adona que el destí de Barsoom (Mart) i els seus habitants està en les seves mans.

## Repartiment
- Taylor Kitsch: John Carter (protagonista humà)
- Lynn Collins: Dejah Thoris (princesa d'Hèlium)
- Willem Dafoe: veu de Tars Tarkas (Jeddak dels Tharks)
- Thomas Haden Church: veu de Tal Hajus (dels Tharks)
- Samantha Morton: veu de Sola (filla de Tars Tarkas)
- Dominic West: Sab Than (Jeddak de Zodanga)
- Polly Walker: veu de Sarkoja (dels Tharks)
- James Purefoy: Kantos Kan (oficial d'Hèlium)
- Mark Strong: Matai Shang (cap dels Therns)
- Ciarán Hinds: Tardos Mors(Jeddak d'Hèlium)
- Bryan Cranston: Coronel Powell
- Daryl Sabara: Edgar Rice Burroughs

## Producció
Durant els anys 80, Disney va adquirir els drets de filmació de les pel·lícules dels hereus de Burroughs. D'aleshores ençà havien realitzat diversos intents de dur a la pantalla gran la primera de les pel·lícules basada en el primer dels 11 llibres de la sèrie sobre John Carter. La sèrie havia servit d'inspiració a grans autors de la literatura de ciència-ficció com Arthur C. Clarke i Ray Bradbury, i a directors i guionistes de cinema de la categoria de George Lucas i James Cameron.
Diversos productors com Mario Kassar (Terminator) o James Jacks (The Mummy) i diversos directors van estar interessats en la idea, entre d'altres John McTiernan (Die Hard), Robert Rodriguez i Kerry Conran (Sky Captain i el món del demà). El 2006 el director, guionista i actor Jon Favreau (Zathura: Una aventura espacial), qui havia estat planificant una trilogia de pel·lícules de Carter per a la Paramount Pictures que en aquell moment tenia els drets, va abandonar el projecte per a dirigir Iron Man i aleshores Andrew Stanton, un cop recuperats els drets per la Disney, va prendre el relleu i va iniciar la producció de la pel·lícula, modificant els dissenys anteriors - basats en l'obra del dibuixant Frank Frazetta.